# أركاديوس باك
أركاديوس باك (بالبولندية: Arkadiusz Bąk)‏ (مواليد 6 أكتوبر 1974) هو لاعب كرة قدم. يلعب مع منتخب بولندا لكرة القدم. سبق له أن لعب في كأس العالم لكرة القدم مع منتخب بلاده.

## روابط خارجية
- أركاديوس باك على موقع الاتحاد الدولي (مؤرشف)  (الإنجليزية)
- أركاديوس باك على موقع قاعدة بيانات كرة القدم.إي يو (الإنجليزية)
- أركاديوس باك على موقع ناشيونال فوتبول تيمز (الإنجليزية)